# Dermestes undulatus
Dermestes undulatus is een keversoort uit de familie spektorren (Dermestidae). De wetenschappelijke naam van de soort werd in 1790 gepubliceerd door Brahm.